# Борис Мильовски
Борис (Боро) Мильовски (на македонска литературна норма: Борис Миљовски) е публицист и дипломат Социалистическа република Македония.

## Биография
Роден е през 1921 г. в град Ресен. Известно време е директор на радио „Скопие“, както и главен редактор на „Нова Македония“. През 1963 е назначен за републикански секретар за информация с ранг на министър. Между 1968 и 1973 е генерален консул на СФРЮ в Бразилия. В периода 1976-1980 е посланик в Уругвай. Умира през 1991 г. в Скопие. През 1992 е издадена посмъртно негова книга, озаглавена „Илинден и Уругвай (отзиви от Илинденското въстание)“.